# شبه القلويات
شبه القلويات (الاسم العلمي: Paenalcaligenes) هي جنس من البكتيريا، سلبية الغرام، تتبع المقليات.